# Not Gonna Get Us
Not Gonna Get Us – trzeci z singli duetu t.A.T.u. promujących album 200 km/h in the Wrong Lane. Jest anglojęzyczną wersją singla „Nas nie dogoniat”. Jego pierwsze, oficjalne, niebędące wersją zremiksowaną lub promocyjną wydanie trafiło do sprzedaży 1 kwietnia 2003 roku na obszarze Australazji nakładem Interscope Records i Universal Music Group. Łącznie, na całym świecie w latach 2002-2003 singel ukazał się w trzydziestu sześciu wersjach, głównie na CD, ponadto w Europie i Stanach Zjednoczonych wydano go na płycie winylowej, zaś w Wielkiej Brytanii pojawiła się także wersja na kasecie. Singel został również wydany w edycji wideo, obecnej w sprzedaży na terenie Wielkiej Brytanii i Francji na VHS.

## Teledysk
Teledysk do utworu „Not Gonna Get Us” miał premierę 5 maja 2003 roku w Stanach Zjednoczonych i jest wierną kopią materiału jaki stworzono do piosenki „Nas nie dogoniat” – partie śpiewane zostały zsynchronizowane tak, żeby ruch ust zgadzał się z tekstem po angielsku, lub "przykryte" wizualnym efektem stłuczonego szkła. 

## Lista utworów
Poniżej zostały przedstawione wybrane wersje singla. Opracowano na podstawie materiału źródłowego.
| Maxi singel CD (1 kwietnia 2003) 1. „Not Gonna Get Us” (Radio Version) (3:38) 2. „Not Gonna Get Us” (Dave Aude Extension 119 Vocal Edit) (3:58) 3. „All the Things She Said” (DJ Monk's Breaks Mix) (6:06) 4. „All the Things She Said” (Blackpulke Remix) (4:15) 5. Video - „Not Gonna Get Us” (3:58) Maxi singel CD (2003) 1. „Not Gonna Get Us” (Radio Version) (3:38) 2. „Not Gonna Get Us” (Dave Aude Extension 119 Vocal Edit) (3:54) 3. „All the Things She Said” (DJ Monk's Breaks Mix) (6:04) 4. „All the Things She Said” (Blackpulke Remix) (4:13) Maxi singel CD (2003) 1. „Not Gonna Get Us” (Radio Version) (3:36) 2. „Nie wier´, nie bojsia” (Eurovision 2003) (3:03) 3. „All the Things She Said”(Running and Spinning Mix) (6:12) 4. Video - „Not Gonna Get Us” | Singel CD (2003) 1. „Not Gonna Get Us” (Original Version Extended Mix) (6:20) 2. „Not Gonna Get Us” (Generates-A-Yippee Mix) (6:56) 3. „Not Gonna Get Us” (Hardrum Mix Re-Edit) (5:39) 4. „Not Gonna Get Us” (Larry Tee Electroclash Mix) (6:17) 5. „Not Gonna Get Us” (Richard Morel's Pink Noise Vocal Mix) (8:09) Maxi singel CD (11 czerwca 2003) 1. „Not Gonna Get Us” (Radio Version) 2. „Not Gonna Get Us” (Dave Audes Extension 119 Vocal Edit) 3. „All the Things She Said” (TV Track - Karaoke Version) 4. Video - „Not Gonna Get Us” Singel promo 2xLP (2003) 1. „Not Gonna Get Us” (Dave Aude Extension 119 Club Vocal) (7:18) 2. „Not Gonna Get Us” (Dave Aude Ext. 119 Vocal Edit) (3:54) 3. „Not Gonna Get Us” (Larry Tee Electroclash Mix) (6:17) 4. „Not Gonna Get Us” (Richard Morel's Pink Noise Dub) (7:33) 5. „Not Gonna Get Us” (Richard Morel's Pink Noise Vocal Mix) (8:09) 6. „Not Gonna Get Us” (Richard Morel's Pink Noise Edit) (4:07) 7. „Not Gonna Get Us” (Dave Aude's Velvet Dub) (7:13) 8. „Not Gonna Get Us” (Extension 119 Club Dub) (7:18) |

## Lista remiksów
| Remiksy utworu |
| --- |
| - „Not Gonna Get Us” (Dave Aude Extension 119 Club Vocal Mix) (7:20) - „Not Gonna Get Us” (Dave Aude Extension 119 Club Edit) (3:58) - „Not Gonna Get Us” (Dave Aude Extension 119 Club Dub Mix) - „Not Gonna Get Us” (Dave Aude Remix-Velvet Dub Aka Big Dud) (7:13) - „Not Gonna Get Us” (Richard Morel's Pink Noise Vocal Mix) (8:11) - „Not Gonna Get Us”(Richard Morel's Pink Noise Dub) (7:35) - „Not Gonna Get Us” (Richard Morel's Pink Noise Edit) - „Not Gonna Get Us” (Thick Dick Vocal) (7:13) - „Not Gonna Get Us” (Thick Dick Banga Dub XXL) (7:36) - „Not Gonna Get Us” (Thick Dick A Capella Mix) (3:14) - „Not Gonna Get Us” (Original Extended Mix By Guena LG & RLS) (6:20) - „Not Gonna Get Us” (HarDrum Re-Edit Mix By Guena LG & RLS) (5:40) - „Not Gonna Get Us” (Generates-A-Yippee Mix By Guena LG & RLS) (6:54) - „Not Gonna Get Us” (Larry Tee Electroclash Mix) (6:21) - „Not Gonna Get Us” (Larry Tee Electroclash Instrumental Mix) (6:21) |

## Twórcy
Na przykładzie wydania z 1 kwietnia 2003 roku. Opracowano na podstawie materiału źródłowego.
- Trevor Horn, Walerij Polienko, Jelena Kipier – słowa
- Sergio Galoyan – muzyka
- Martin Kierszenbaum – A&R
- Iwan Szapowałow – produkcja wykonawcza
- Robert Orton – miksowanie
- Trevor Horn – produkcja

## Sprzedaż
| Kraj/Region                 | Status | Sprzedaż  |
| --------------------------- | ------ | --------- |
| Australia                   | Złoto  | 35.000    |
| Japonia                     |        | 7.500     |
| United World Chart – punkty |        | 2,000,000 |

## Notowania
| Główne listy                                            | Pozycja |
| Australia                                               | 11      |
| Austria                                                 | 5       |
| Chile – Top 20                                          | 2       |
| Europa – Top 100                                        | 20      |
| Finlandia                                               | 3       |
| Francja                                                 | 18      |
| Hiszpania – Top 40                                      | 24      |
| Holandia                                                | 11      |
| Irlandia                                                | 10      |
| Japonia – Oricon                                        | 89      |
| Japonia – Tokio Hot 100                                 | 2       |
| Niemcy                                                  | 15      |
| Nowa Zelandia                                           | 25      |
| Norwegia                                                | 12      |
| Polska – 30 Ton                                         | 19      |
| Rosja                                                   | 2       |
| Szwecja                                                 | 9       |
| Szwajcaria                                              | 18      |
| Tajwan – Top 10                                         | 2       |
| Wielka Brytania – Top 75                                | 7       |
| Włochy                                                  | 4       |
| Stany Zjednoczone – Billboard Hot Dance Club Play       | 1       |
| Stany Zjednoczone – Billboard Top 40 Mainstream         | 35      |
| Stany Zjednoczone – Billboard Hot 100 Airplay           | 36      |
| United World Chart – ogólnoświatowa lista               | 15      |
| World Chart Show – ogólnoświatowy airplay               | 5       |
| Pozostałe listy                                         |         |
| Austria – podsumowanie 2003 roku                        | 50      |
| Belgia (Flandria) – podsumowanie 2003 roku              | 86      |
| Belgia (Walonia) – podsumowanie 2003 roku               | 45      |
| Chile – podsumowanie 2003 roku                          | 4       |
| Japonia – Tokio Hot 100, podsumowanie 2003 roku         | 7       |
| U.S. Billboard Hot Dance Music – podsumowanie 2003 roku | 18      |
| Wielka Brytania – podsumowanie 2003 roku                | 166     |